# Jerzy Kamieński
Jerzy Kamieński (zm. 22 grudnia 2023) – polski inżynier, profesor nauk technicznych.

## Życiorys
W 1995 r. habilitował się na podstawie pracy zatytułowanej Zagadnienia hydrodynamiczne i energetyczne związane z mieszaniem układów ciecz-gaz. W 2005 r. uzyskał tytuł profesora nauk technicznych.
Został zatrudniony na Politechnice Krakowskiej im. Tadeusza Kościuszki, oraz był członkiem Komitetu Inżynierii Chemicznej i Procesowej PAN.